# Макманус, Стивен
Сти́вен Макма́нус (англ. Stephen McManus; 10 сентября 1982, Ланарк, Шотландия) — шотландский футболист, тренер. Выступал на позиции центрального защитника. Ныне — главный тренер резервной команды шотландского клуба «Селтик».
Стивен Макманус — выпускник академии «Селтика», прошёл путь от самой младшей команды клуба до первой, в которой в сезоне 2007/08 стал носить капитанскую повязку «кельтов». Член Почётного списка игроков сборной Шотландии и бывший капитан национальной сборной этой страны Колин Хендри отозвался о Стивене, как о «последнем из могикан», в том смысле, что сугубо защитный стиль шотландца, который очень не любит ходить в атаку, трудно применим в современном футболе. До своего перехода в феврале 2010 года по арендному соглашению в «Мидлсбро» Макманус являлся самым «долгоиграющим» футболистом современных «кельтов» — с «Селтиком» он был на протяжении 10 лет, уступив по этому показателю лишь легенде «Селтика», Полу Макстею, который играл за «бело-зелёных» 16 лет.
С 2006 по 2010 год Стивен защищал цвета национальной сборной Шотландии, провёл в её составе 26 матчей, забил два гола.

## Ранние годы
Стивен родился 10 сентября 1982 года в шотландском городе Ланарк. Обучался в средней школе Святого креста (англ. Holy Cross RC Secondary School) в Гамильтоне. В том же учебном заведении получал образование будущий партнёр Макмануса по сборной Шотландии Пол Хартли. Выступая за футбольную команду школы, Стивен изобрёл оригинальный способ настраивать себя на матчи — перед выходом на поле он громко кричал «Spes Unica!» (рус. Наша единственная Надежда!). Данное выражение является девизом учебного заведения Макмануса, и этот ритуал защитник повторял до конца своей карьеры перед каждой встречей.

## Клубная карьера

### «Селтик»
Стивен играл за все команды клуба «Селтик», до того, как подписал профессиональной контракт и присоединился к первому составу «бело-зелёных» в 2003 году. Дебют состоялся в сезоне 2003/04, когда на тренерском мостике «кельтов» стоял Мартин О’Нил, закрепился же Макманус в качестве основного центрального защитника клуба уже при «правлении» Гордона Стракана.
В сезоне 2005/06 Стивен забил восемь голов (в том числе семь во внутреннем чемпионате). Уже в следующем году Макманус впервые вывел «Селтик» с капитанской повязкой на игру шотландской Премьер-лиги. Это произошло в матче против клуба «Килмарнок», вследствие того, что действующий капитан «кельтов» Нил Леннон был дисквалифицирован. Всего в течение этого сезона Макманус ещё несколько раз исполнял капитанские функции в играх команды. После того, как Леннон покинул «Селтик», подписав контракт с английским «Ноттингем Форест», 31 июля 2007 года Стивен был избран новым капитаном «кельтов» и подписал четырёхгодичное соглашение с клубом. По этому поводу он сказал:
Быть капитаном «Селтика» — огромная честь для меня. Несомненно, на данный момент это самое большое достижение в моей карьере. И я горд, что иду по стопам великих капитанов прошлого «кельтов». Надеюсь, что смогу достичь ещё больших высот, чем они.
3 октября 2007 года Макманус забил гол в ворота итальянского «Милана» в матче группового этапа Лиги Чемпионов, который проходил на стадионе «Селтик Парк» в Глазго. Сама игра получилась очень драматичной — сначала бразилец Кака сравнял счёт в поединке, а на самых последних минутах встречи Скотт Макдональд точным ударом принёс победу шотландцам.
Свой первый трофей на посту капитана «Селтика» Стивен завоевал 22 мая 2008 года, когда его команда в последнем туре чемпионата Шотландии сезона 2007/08 в гостях встречалась на стадионе «Тэннадайс Парк» с клубом «Данди Юнайтед». Победив в этом матче с минимальным счётом 1:0, «кельты» стали чемпионами Шотландии.
Перед началом следующего сезона было объявлено, что Стивен меняет свой номер «44» и теперь будет носить на спине «четвёрку», которая ранее принадлежала Адаму Вирго, покинувшему Глазго в июле 2008 года.
В сезоне 2009/10 новый тренер «кельтов» Тони Моубрей не слишком доверял капитану команды — за первые пять месяцев футбольного года Макманус сыграл всего 14 игр.

### «Мидлсбро»
28 января 2010 года Макманус был отдан в аренду до конца сезона в английский клуб «Мидлсбро». Это означало, что Стивен вновь будет работать под руководством бывшего тренера «Селтика» Гордона Стракана, который в январское трансферное окно 2010 года призвал под свои знамёна ещё четверых игроков «бело-зелёных».
Дебют Макмануса в составе «Боро» состоялся 6 февраля 2010 года в матче против «Ипсвич Таун», в котором он был признан лучшим игроком встречи. 5 апреля этого же года шотландец забил свой первый гол за «Мидлсбро» — на 22-й минуте встречи с «Плимут Аргайл» Стивен поразил ворота «зелёных». Сама игра закончилась со счётом 2:0 в пользу «Боро».
По окончании арендного соглашения Макманус вернулся в Глазго. Но, несмотря на слова нового главного тренера «кельтов», Нила Леннона о желании продолжения сотрудничества Стивена с «Селтиком», 13 июля было объявлено, что защитник всё же покидает команду. Новым старым работодателем Макмануса стал всё тот же «Мидлсбро», который выкупил права на шотландца за полтора миллиона фунтов стерлингов. Стивен заключил с «речниками» 3-летний контракт. 6 ноября в поединке против «Кристал Пэлас» Стивен получил тяжёлую травму — разрыв связок голеностопа. 17 ноября пресс-служба «Мидлсбро» распространила информацию, что шотландцу потребуется операция, восстанавливаться от которой он будет четыре месяца. Свой первый матч после повреждения Макманус сыграл 19 марта 2011 года, когда вышел на замену вместо Хулио Арки на 84-й минуте встречи с «Уотфордом». Уже в следующей игре, коей стал поединок против «Лестер Сити», Стивен принёс ничью «Боро», сравняв счёт в добавленное время.

### «Бристоль Сити»
14 февраля 2012 года Макманус на правах аренды до конца сезона 2011/12 пополнил ряды клуба «Бристоль Сити». Уже через несколько часов после подписания ссудного соглашения защитник вышел на поле в матче очередного тура Чемпионшипа, в котором «малиновки» разошлись миром с «Кристал Пэлас». 28 марта наставник «Боро» Моубрей был вынужден отозвать Макмануса из аренды в связи с травмами центральных защитников клуба Мэттью Бейтса и Себа Хайнса.

### «Мотеруэлл»
15 июля 2013 года Стивен подписал однолетний контракт с клубом «Мотеруэлл».

### Клубная статистика
| Клуб                     | Сезон                    | Чемпионат | Чемпионат | Кубок | Кубок | Кубок Лиги | Кубок Лиги | Еврокубки | Еврокубки | Итого | Итого |
| Клуб                     | Сезон                    | Игры      | Голы      | Игры  | Голы  | Игры       | Голы       | Игры      | Голы      | Игры  | Голы  |
| ------------------------ | ------------------------ | --------- | --------- | ----- | ----- | ---------- | ---------- | --------- | --------- | ----- | ----- |
| Селтик                   | 2003/04                  | 5         | 0         | —     | —     | —          | —          | —         | —         | 5     | 0     |
| Селтик                   | 2004/05                  | 2         | 0         | —     | —     | 1          | 1          | 1         | 0         | 4     | 1     |
| Селтик                   | 2005/06                  | 36        | 7         | 1     | 0     | 4          | 0          | 1         | 1         | 42    | 8     |
| Селтик                   | 2006/07                  | 31        | 2         | 4     | 0     | 1          | 0          | 8         | 0         | 44    | 2     |
| Селтик                   | 2007/08                  | 37        | 4         | 4     | 0     | 2          | 0          | 10        | 1         | 53    | 5     |
| Селтик                   | 2008/09                  | 31        | 4         | 2     | 0     | 2          | 0          | 6         | 0         | 41    | 4     |
| Селтик                   | 2009/10                  | 8         | 0         | —     | —     | 2          | 0          | 4         | 0         | 14    | 0     |
| Всего за «Селтик»        | Всего за «Селтик»        | 150       | 17        | 11    | 0     | 12         | 1          | 30        | 2         | 203   | 20    |
| Мидлсбро                 | 2009/10                  | 16        | 1         | —     | —     | —          | —          | —         | —         | 16    | 1     |
| Мидлсбро                 | 2010/11                  | 24        | 1         | —     | —     | 1          | 0          | —         | —         | 25    | 1     |
| Мидлсбро                 | 2011/12                  | 23        | 0         | —     | —     | 3          | 0          | —         | —         | 26    | 0     |
| Мидлсбро                 | 2012/13                  | 7         | 0         | 1     | 0     | 2          | 0          | —         | —         | 10    | 0     |
| Всего за «Мидлсбро»      | Всего за «Мидлсбро»      | 70        | 2         | 1     | 0     | 6          | 0          | 0         | 0         | 77    | 2     |
| Бристоль Сити            | 2011/12                  | 6         | 0         | —     | —     | —          | —          | —         | —         | 6     | 0     |
| Бристоль Сити            | 2012/13                  | 11        | 1         | —     | —     | —          | —          | —         | —         | 11    | 1     |
| Всего за «Бристоль Сити» | Всего за «Бристоль Сити» | 17        | 1         | 0     | 0     | 0          | 0          | 0         | 0         | 17    | 1     |
| Всего за карьеру         | Всего за карьеру         | 237       | 20        | 12    | 0     | 18         | 1          | 30        | 2         | 297   | 23    |

(откорректировано по состоянию на 30 марта 2013)

## Сборная Шотландии
Стивен Макманус сыграл свой первый матч за национальную сборную Шотландии 11 октября 2006 года, выйдя на замену в матче, проходившем на Олимпийском стадионе в Киеве, где сборная Украины принимала «тартановую армию». В стартовом составе сборной игрок «кельтов» впервые вышел во встрече представителей Британских островов с Грузией — это был первый матч шотландцев под руководством Алекса Маклиша, и он закончился победой островных «горцев» 2:1, победный гол забил Крейг Битти. Свой первый гол за национальную сборную Макманус забил 8 сентября 2007 года в ворота сборной Литвы, замкнув в акробатическом прыжке навес Шона Малони.
26 марта 2008 года, в связи с отсутствием в составе шотландцев действующего капитана Барри Фергюсона, Стивен, будучи вице-капитаном сборной, впервые играл международный матч в качестве капитана «горцев». Это была товарищеская встреча со сборной Хорватии, проходившая на стадионе «Хэмпден Парк». Игра закончилась вничью 1:1, голы забили Кенни Миллер и Нико Краньчар. 10 сентября 2008 года в Рейкьявике на стадионе «Лаугардалсвёллур» состоялся матч в рамках отборочного турнира к чемпионату мира по футболу 2010 между сборными командами Исландии и Шотландии. На 76-й минуте встречи, при счёте 2:0 в пользу «тартановой армии» Макманус рукой выбил мяч с линии ворот Крейга Гордона после удара нападающего исландцев Хельгусона, за что и был справедливо удалён с поля. Назначенный одиннадцатиметровый удар реализовал Эйдур Гудьонсен, установив окончательный счёт в матче — 2:1. 7 сентября 2010 года в отборочном поединке к европейскому первенству 2012 против Лихтенштейна Стивен забил свой второй мяч за «горцев», замкнув ударом головой навес с углового в исполнении Барри Робсона. Случилось это на 7-й добавленной минуте матча, гол Макмануса стал победным для шотландцев в этой драматической встрече, по ходу которой они проигрывали 0:1.
Всего за национальную сборную Стивен провёл 26 матчей, забил два мяча.

### Матчи и голы за сборную Шотландии
| №  | Дата             | Место                                                           | Оппонент          | Счёт | Голы Макмануса | Соревнование                                      |
| 1  | 11 октября 2006  | Олимпийский стадион, Киев, Украина                              | Украина           | 0:2  | —              | Отборочный матч чемпионата Европы по футболу 2008 |
| 2  | 24 марта 2007    | «Хэмпден Парк», Глазго, Шотландия                               | Грузия            | 2:1  | —              | Отборочный матч чемпионата Европы по футболу 2008 |
| 3  | 28 марта 2007    | «Сан Никола», Бари, Италия                                      | Италия            | 0:2  | —              | Отборочный матч чемпионата Европы по футболу 2008 |
| 4  | 30 мая 2007      | «Герхард Ханаппи», Вена, Австрия                                | Австрия           | 1:0  | —              | Товарищеский матч                                 |
| 5  | 6 июня 2007      | «Свангаскард», Тофтир, Фарерские острова                        | Фарерские острова | 2:0  | —              | Отборочный матч чемпионата Европы по футболу 2008 |
| 6  | 22 августа 2007  | «Питтодри», Абердин, Шотландия                                  | ЮАР               | 1:0  | —              | Товарищеский матч                                 |
| 7  | 8 сентября 2007  | «Хэмпден Парк», Глазго, Шотландия                               | Литва             | 3:1  | 1              | Отборочный матч чемпионата Европы по футболу 2008 |
| 8  | 12 сентября 2007 | «Парк де Пренс», Париж, Франция                                 | Франция           | 1:0  | —              | Отборочный матч чемпионата Европы по футболу 2008 |
| 9  | 13 октября 2007  | «Хэмпден Парк», Глазго, Шотландия                               | Украина           | 3:1  | —              | Отборочный матч чемпионата Европы по футболу 2008 |
| 10 | 17 октября 2007  | Стадион Бориса Пайчадзе, Тбилиси, Грузия                        | Грузия            | 0:2  | —              | Отборочный матч чемпионата Европы по футболу 2008 |
| 11 | 17 ноября 2007   | «Хэмпден Парк», Глазго, Шотландия                               | Италия            | 1:2  | —              | Отборочный матч чемпионата Европы по футболу 2008 |
| 12 | 26 марта 2008    | «Хэмпден Парк», Глазго, Шотландия                               | Хорватия          | 1:1  | —              | Товарищеский матч                                 |
| 13 | 30 мая 2008      | «AXA Арена», Прага, Чехия                                       | Чехия             | 1:3  | —              | Товарищеский матч                                 |
| 14 | 20 августа 2008  | «Хэмпден Парк», Глазго, Шотландия                               | Северная Ирландия | 0:0  | —              | Товарищеский матч                                 |
| 15 | 6 сентября 2008  | Национальный стадион Филиппа II Македонского, Скопье, Македония | Македония         | 0:1  | —              | Отборочный матч чемпионата мира по футболу 2010   |
| 16 | 10 сентября 2008 | «Лаугардалсвёллур», Рейкьявик, Исландия                         | Исландия          | 2:1  | —              | Отборочный матч чемпионата мира по футболу 2010   |
| 17 | 19 ноября 2008   | «Хэмпден Парк», Глазго, Шотландия                               | Аргентина         | 0:1  | —              | Товарищеский матч                                 |
| 18 | 1 апреля 2009    | «Хэмпден Парк», Глазго, Шотландия                               | Исландия          | 2:1  | —              | Отборочный матч чемпионата мира по футболу 2010   |
| 19 | 5 сентября 2009  | «Хэмпден Парк», Глазго, Шотландия                               | Македония         | 2:0  | —              | Отборочный матч чемпионата мира по футболу 2010   |
| 20 | 9 сентября 2009  | «Хэмпден Парк», Глазго, Шотландия                               | Нидерланды        | 0:1  | —              | Отборочный матч чемпионата мира по футболу 2010   |
| 21 | 10 октября 2009  | «Ниссан Стадиум», Йокогама, Япония                              | Япония            | 0:2  | —              | Товарищеский матч                                 |
| 22 | 14 ноября 2009   | «Кардифф Сити», Кардифф, Уэльс                                  | Уэльс             | 0:3  | —              | Товарищеский матч                                 |
| 23 | 3 сентября 2010  | Стадион имени С. Дарюса и С. Гиренаса, Каунас, Литва            | Литва             | 0:0  | —              | Отборочный матч чемпионата Европы по футболу 2012 |
| 24 | 7 сентября 2010  | «Хэмпден Парк», Глазго, Шотландия                               | Лихтенштейн       | 2:1  | 1              | Отборочный матч чемпионата Европы по футболу 2012 |
| 25 | 8 октября 2010   | «Синот Тип Арена», Прага, Чехия                                 | Чехия             | 0:1  | —              | Отборочный матч чемпионата Европы по футболу 2012 |
| 26 | 12 октября 2010  | «Хэмпден Парк», Глазго, Шотландия                               | Испания           | 2:3  | —              | Отборочный матч чемпионата Европы по футболу 2012 |

Итого: 26 матчей / 2 гола; 11 побед, 3 ничьих, 12 поражений.

### Сводная статистика игр/голов за сборную
| Сборная          | Год              | Отборочные матчи ЧМ | Отборочные матчи ЧМ | Финальные матчи ЧМ | Финальные матчи ЧМ | Отборочные матчи ЧЕ | Отборочные матчи ЧЕ | Финальные матчи ЧЕ | Финальные матчи ЧЕ | Товарищеские матчи | Товарищеские матчи | Итого | Итого |
| Сборная          | Год              | Игры                | Голы                | Игры               | Голы               | Игры                | Голы                | Игры               | Голы               | Игры               | Голы               | Игры  | Голы  |
| ---------------- | ---------------- | ------------------- | ------------------- | ------------------ | ------------------ | ------------------- | ------------------- | ------------------ | ------------------ | ------------------ | ------------------ | ----- | ----- |
| Шотландия        | 2006             | —                   | —                   | —                  | —                  | 1                   | 0                   | —                  | —                  | —                  | —                  | 1     | 0     |
| Шотландия        | 2007             | —                   | —                   | —                  | —                  | 8                   | 1                   | —                  | —                  | 2                  | 0                  | 10    | 1     |
| Шотландия        | 2008             | 2                   | 0                   | —                  | —                  | —                   | —                   | —                  | —                  | 4                  | 0                  | 6     | 0     |
| Шотландия        | 2009             | 3                   | 0                   | —                  | —                  | —                   | —                   | —                  | —                  | 2                  | 0                  | 5     | 0     |
| Шотландия        | 2010             | —                   | —                   | —                  | —                  | 4                   | 1                   | —                  | —                  | —                  | —                  | 4     | 1     |
| Всего за карьеру | Всего за карьеру | 5                   | 0                   | 0                  | 0                  | 13                  | 2                   | 0                  | 0                  | 8                  | 0                  | 26    | 2     |

## Достижения
«Селтик»
- Чемпион Шотландии (3): 2005/06, 2006/07, 2007/08
- Обладатель Кубка Шотландии (2): 2004/05, 2006/07
- Обладатель Кубка шотландской лиги (2): 2005/06, 2008/09

## Личная жизнь
Макманус женат. 18 июня 2009 года он связал себя узами брака с Дайан Сатти, с которой встречался ещё со школы.
Лучшими друзьями Стивена являются бывший игрок и главный тренер «Клайда» Барри Фергюсон и форвард «Килмарнока» Крис Бойд.

## Интересные факты
Прозвище Стивена «Большой Мик» появилось из-за его фамилии, сходной с фамилией английского реслера 70-х годов Мика Макмануса.